# Mujeres en el parque
Mujeres en el parque es una película española de 2007, dirigida por Felipe Vega.

## Argumento
Daniel, profesor de música y pianista, y Ana, galerista, atraviesan una crisis de pareja tras más de veinte años de vida en común. Daniel se ha ido a vivir solo y quiere el divorcio. Ana se resiste a aceptar la realidad. El malestar repercute en su hija Mónica que, después de acabar sus estudios de Periodismo, está especialmente sensible al no encontrar trabajo, tarea a la que se dedica junto a su novio, David. La música parece ser la única actividad que centra y sosiega a Daniel, un hombre incómodo consigo mismo y con los demás, y que mantiene una relación que dista bastante de ser perfecta con Clara, una mujer casada que despierta la curiosidad de Mónica. Una noche, Mónica vive un embarazoso e incomprensible episodio en el que se ve envuelta junto a Daniel, Ana y Clara.

## Reparto
- Adolfo Fernández ... Daniel
- Marta Tebar ... Ella
- Joxean Bengoetxea ... Él
- Manuel Hidalgo ... Redactor jefe
- Bárbara Lennie ... Mónica
- Alberto Ferreiro ... David
- María Jesús Hoyos ... Mujer local cerrado
- Isabel Ampudia ... Teresa
- Blanca Apilánez ... Ana
- Laura Heredero ... Fotógrafa
- María Doreste ... Alumna
- Emma Vilarasau ... Clara
- Fernando Tielve ... Manuel
- Montserrat Latorre ... Chica franquicia
- José Luis Alcobendas ... Encargado franquicia
- Marta Aledo ... Abogada
- Carlos Kaniowsky ... Amigo de Daniel
- Javier Albalá ... Miguel
- Antonio Bellido ... Metre
- Vicente Colomar
- Natalia Dicenta

## Comentarios
- Su director, Felipe Vega también ejerce como profesor de la ECAM (Escuela de la Cinematografía y del Audiovisual de la Comunidad de Madrid). Su filmografía está compuesta por las películas Mientras haya luz (1987), El mejor de los tiempos (1989), Un paraguas para tres (1991), El techo del mundo (1995), Grandes ocasiones (1997) y Nubes de verano (2004).
- El guion es del propio director en colaboración con el escritor y guionista Manuel Hidalgo (El portero), que ya trabajaron juntos en Nubes de verano o Grandes ocasiones.
- Se presentó en la Semana Internacional de Cine de Valladolid.
- Está producida por Tornasol Films.
- Distribuye Alta Classics.